# Moderna myter
Moderna myter är Lars Gyllenstens första bok i eget namn, utgiven 1949.
Moderna myter är en essäsamling som utkom i slutet av 1940-talet och som sammanfattar mycket av vad som diskuterades under detta decennium. Men den riktar sig framför allt mot framtiden där Gyllensten med stilistisk lekfullhet, skärpa och ironi skriver om hur den moderna människan kan acceptera sin absurda tillvaro.
I boken vill författaren beskriva och gestalta samtidens livssituation, som präglas av ett ideologiskt tomrum. Han försöker hitta lösningar på livsproblemen, de olika "myter" - goda eller onda - som människan tar till för att orientera sig i tillvaron. Författaren menar att alla sådana lösningsförsök är provisoriska vilket innebär ett avståndstagande från alla totalitära läror, politiska, religiösa och andra. Moderna myter förespråkar en livsstil som är "övertygelselös" och medveten, med en ironisk attityd "där man själv i varje ögonblick skapar sin verklighet som en artefakt eller en lek".
Moderna myter bildar tillsammans med de följande böckerna Det blå skeppet (1950) och Barnabok (1952) en 'dialektisk trilogi'. Dessa böcker rymmer ett dialektiskt spel där olika livshållningar gestaltas och delar mycket av den estetik och de teman som utvecklas i Lars Gyllenstens senare författarskap.